# Deuxième circonscription de la Haute-Loire
La deuxième circonscription de la Haute-Loire est l'une des deux circonscriptions législatives françaises que compte le département de la Haute-Loire (43) situé en région Auvergne-Rhône-Alpes.

## Description géographique et démographique

### De 1958 à 1986
La deuxième circonscription de la Haute-Loire était composée de :
- canton d'Allègre
- canton d'Auzon
- canton de Blesle
- canton de Brioude
- canton de Cayres
- canton de La Chaise-Dieu
- canton de Craponne-sur-Arzon
- canton de Langeac
- canton de Lavoûte-Chilhac
- canton de Loudes
- canton de Paulhaguet
- canton de Pinols
- canton de Pradelles
- canton du Puy-Nord-Ouest
- canton de Saint-Paulien
- canton de Saugues
- canton de Solignac-sur-Loire

Source : Journal Officiel du 14-15 octobre 1958.

### Depuis 1988
La deuxième circonscription de la Haute-Loire est délimitée par le découpage électoral de la loi no 86-1197 du 24 novembre 1986
, elle regroupe les divisions administratives suivantes :
- canton d'Allègre
- canton d'Auzon
- canton de Blesle
- canton de Brioude-Nord
- canton de Brioude-Sud
- canton de Cayres
- canton de La Chaise-Dieu
- canton de Craponne-sur-Arzon
- canton de Langeac
- canton de Lavoûte-Chilhac
- canton de Loudes
- canton de Paulhaguet
- canton de Pinols
- canton de Pradelles
- canton du Puy-en-Velay-Nord
- canton du Puy-en-Velay-Ouest
- canton du Puy-en-Velay-Sud-Ouest
- canton de Saint-Paulien
- canton de Saugues
- canton de Solignac-sur-Loire

D'après le recensement général de la population en 1999, réalisé par l'Institut national de la statistique et des études économiques (INSEE), la population totale de cette circonscription est estimée à 97 285 habitants,.

## Historique des députations
| Législature | Début de mandat | Fin de mandat  | Député             | Parti politique | Observations                                                                           |
| ----------- | --------------- | -------------- | ------------------ | --------------- | -------------------------------------------------------------------------------------- |
| IXe         | 23 juin 1988    | 1er avril 1993 | Jean Proriol,      | UDF,            |                                                                                        |
| Xe          | 2 avril 1993    | 21 avril 1997  | Jean Proriol,      | UDF,            | Mandat écourté à la suite d'une dissolution parlementaire décidée par Jacques Chirac.  |
| XIe         | 12 juin 1997    | 18 juin 2002   | Jean Proriol,      | UDF,            |                                                                                        |
| XIIe        | 19 juin 2002    | 19 juin 2007   | Jean Proriol,      | UMP,            |                                                                                        |
| XIIIe       | 20 juin 2007    | 19 juin 2012   | Jean Proriol,      | UMP,            |                                                                                        |
| XIVe        | 20 juin 2012    | 20 juin 2017   | Jean-Pierre Vigier | UMP             |                                                                                        |
| XVe         | 21 juin 2017    | 21 juin 2022   | Jean-Pierre Vigier | LR              |                                                                                        |
| XVIe        | 22 juin 2022    | 9 juin 2024    | Jean-Pierre Vigier | LR              | Mandat écourté à la suite d'une dissolution parlementaire décidée par Emmanuel Macron. |
| XVIIe       | 8 juillet 2024  | En cours       | Jean-Pierre Vigier | LR              |                                                                                        |

## Historique des élections

### Élections de 1958
|                | Jean Deshors élu | app. CNIP      | 32 477 | 62,05  |  |  |  |
|                | René Chazelle    | SFIO           | 13 462 | 25,72  |  |  |  |
|                | Alfred Biscarlet | PCF            | 6 397  | 12,22  |  |  |  |
|                |                  |                |        |        |  |  |  |
| Inscrits       | Inscrits         | Inscrits       | 72 074 | 100,00 |  |  |  |
| Abstentions    | Abstentions      | Abstentions    | 18 288 | 25,37  |  |  |  |
| Votants        | Votants          | Votants        | 53 786 | 74,63  |  |  |  |
| Blancs et nuls | Blancs et nuls   | Blancs et nuls | 1 450  | 2,7    |  |  |  |
| Exprimés       | Exprimés         | Exprimés       | 52 336 | 97,3   |  |  |  |

### Élections de 1962
| Candidat       | Candidat             | Parti          | Premier tour | Premier tour | Second tour | Second tour |  |
| Candidat       | Candidat             | Parti          | Voix         | %            | Voix        | %           |  |
| -------------- | -------------------- | -------------- | ------------ | ------------ | ----------- | ----------- |  |
|                | Jean Deshors sortant | app. CNIP      | 15 833       | 36,05        | 16 393      | 34,42       |  |
|                | Marcel Raffier élu   | UNR-UDT        | 15 000       | 34,15        | 19 482      | 40,91       |  |
|                | Léon Sagnol          | Radsoc         | 7 031        | 16,01        | 11 747      | 24,67       |  |
|                | Alfred Biscarlet     | PCF            | 6 061        | 13,8         | Retrait     | Retrait     |  |
|                |                      |                |              |              |             |             |  |
| Inscrits       | Inscrits             | Inscrits       | 70 164       | 100,00       | 70 159      | 100,00      |  |
| Abstentions    | Abstentions          | Abstentions    | 24 833       | 35,39        | 21 654      | 30,86       |  |
| Votants        | Votants              | Votants        | 45 331       | 64,61        | 48 505      | 69,14       |  |
| Blancs et nuls | Blancs et nuls       | Blancs et nuls | 1 406        | 3,1          | 883         | 1,82        |  |
| Exprimés       | Exprimés             | Exprimés       | 43 925       | 96,9         | 47 622      | 98,18       |  |

Le suppléant de Marcel Raffier

### Élections de 1967
| Candidat       | Candidat               | Parti          | Premier tour | Premier tour | Second tour | Second tour |  |
| Candidat       | Candidat               | Parti          | Voix         | %            | Voix        | %           |  |
| -------------- | ---------------------- | -------------- | ------------ | ------------ | ----------- | ----------- |  |
|                | Marcel Raffier sortant | UD-Ve          | 13 990       | 27,94        | 18 766      | 35,36       |  |
|                | René Chazelle élu      | FGDS (SFIO)    | 12 196       | 24,36        | 21 848      | 41,17       |  |
|                | Jean-Claude Simon      | CD (PDM)       | 11 515       | 23           | 12 459      | 23,48       |  |
|                | Alfred Biscarlet       | PCF            | 5 505        | 10,99        |             |             |  |
|                | Jean Deshors           | CNIP           | 5 089        | 10,16        |             |             |  |
|                | Lucien Deleule         | Divers         | 1 604        | 3,2          |             |             |  |
|                | F.A. Surrel            | Divers         | 176          | 0,35         |             |             |  |
|                |                        |                |              |              |             |             |  |
| Inscrits       | Inscrits               | Inscrits       | 67 459       | 100,00       | 67 454      | 100,00      |  |
| Abstentions    | Abstentions            | Abstentions    | 16 468       | 24,41        | 13 849      | 20,53       |  |
| Votants        | Votants                | Votants        | 50 991       | 75,59        | 53 605      | 79,47       |  |
| Blancs et nuls | Blancs et nuls         | Blancs et nuls | 917          | 1,8          | 532         | 0,99        |  |
| Exprimés       | Exprimés               | Exprimés       | 50 074       | 98,2         | 53 073      | 99,01       |  |

Le suppléant de René Chazelle était Camille Solelhac, Directeur adjoint de la Caisse de Mutualité sociale agricole.

### Élections de 1968
| Candidat       | Candidat                    | Parti          | Premier tour | Premier tour | Second tour | Second tour |  |
| Candidat       | Candidat                    | Parti          | Voix         | %            | Voix        | %           |  |
| -------------- | --------------------------- | -------------- | ------------ | ------------ | ----------- | ----------- |  |
|                | René Chazelle sortant réélu | FGDS (SFIO)    | 18 699       | 36,87        | 25 946      | 50,03       |  |
|                | Marcel Raffier              | UDR (URP)      | 15 213       | 30           | 25 914      | 49,97       |  |
|                | Jean de Lachomette          | RI             | 13 139       | 25,91        | Retrait     | Retrait     |  |
|                | Paul Roux                   | PCF            | 3 663        | 7,22         |             |             |  |
|                |                             |                |              |              |             |             |  |
| Inscrits       | Inscrits                    | Inscrits       | 66 839       | 100,00       | 66 839      | 100,00      |  |
| Abstentions    | Abstentions                 | Abstentions    | 15 454       | 23,12        | 14 124      | 21,13       |  |
| Votants        | Votants                     | Votants        | 51 385       | 76,88        | 52 715      | 78,87       |  |
| Blancs et nuls | Blancs et nuls              | Blancs et nuls | 671          | 1,31         | 855         | 1,62        |  |
| Exprimés       | Exprimés                    | Exprimés       | 50 714       | 98,69        | 51 860      | 98,38       |  |

Le suppléant de René Chazelle était Camille Solelhac.

### Élections de 1973
| Candidat       | Candidat              | Parti          | Premier tour | Premier tour | Second tour | Second tour |  |
| Candidat       | Candidat              | Parti          | Voix         | %            | Voix        | %           |  |
| -------------- | --------------------- | -------------- | ------------ | ------------ | ----------- | ----------- |  |
|                | René Chazelle sortant | PS (UGSD)      | 20 860       | 40,5         | 27 447      | 49,45       |  |
|                | Jean-Claude Simon élu | RI (URP)       | 15 790       | 30,66        | 28 059      | 50,55       |  |
|                | Adrien Gouteyron      | UDR (URP)      | 8 523        | 16,55        | Retrait     | Retrait     |  |
|                | Paul Roux             | PCF            | 4 188        | 8,13         |             |             |  |
|                | Claude Vidal          | MR             | 2 143        | 4,16         |             |             |  |
|                |                       |                |              |              |             |             |  |
| Inscrits       | Inscrits              | Inscrits       | 67 219       | 100,00       | 67 206      | 100,00      |  |
| Abstentions    | Abstentions           | Abstentions    | 14 922       | 22,2         | 11 048      | 16,44       |  |
| Votants        | Votants               | Votants        | 52 297       | 77,8         | 56 158      | 83,56       |  |
| Blancs et nuls | Blancs et nuls        | Blancs et nuls | 793          | 1,52         | 652         | 1,16        |  |
| Exprimés       | Exprimés              | Exprimés       | 51 504       | 98,48        | 55 506      | 98,84       |  |

Le suppléant de Jean-Claude Simon était Paul Besson, conseiller général du canton de Lavoûte-Chilhac, maire de Villeneuve-d'Allier.
Jean-Claude Simon décède le 19 août 1976.

### Élection partielle du 7 et du 14 novembre 1976
(remplacement de Jean-Claude Simon, décédé accidentellement le 19 août 1976). Son suppléant, Paul Besson, était lui aussi décédé.
| Candidat                                              | Candidat             | Parti          | Premier tour | Premier tour | Second tour | Second tour |  |
| Candidat                                              | Candidat             | Parti          | Voix         | %            | Voix        | %           |  |
| ----------------------------------------------------- | -------------------- | -------------- | ------------ | ------------ | ----------- | ----------- |  |
|                                                       | Jean Proriol         | RI             | 22 627       | 47,90        | 26 957      | 49,76       |  |
|                                                       | Louis Eyraud élu     | PS             | 20 031       | 42,40        | 27 208      | 50,23       |  |
|                                                       | Jean Benoit          | PCF            | 3 076        | 6,51         |             |             |  |
|                                                       | Jacques Bosio-Gillet | FN             | 793          | 1,67         |             |             |  |
|                                                       | Michel Petiot        | LO             | 710          | 1,50         |             |             |  |
|                                                       |                      |                |              |              |             |             |  |
| Inscrits                                              | Inscrits             | Inscrits       | 69 878       | 100,00       | 69 904      | 100,00      |  |
| Abstentions                                           | Abstentions          | Abstentions    | 21 953       | 31,42        | 15 159      | 21,69       |  |
| Votants                                               | Votants              | Votants        | 47 925       | 68,58        | 54 745      | 78,31       |  |
| Blancs et nuls                                        | Blancs et nuls       | Blancs et nuls | 688          | 1,44         | 580         | 1,06        |  |
| Exprimés                                              | Exprimés             | Exprimés       | 47 237       | 98,56        | 54 165      | 98,94       |  |
| Source : Le Monde, éditions des 9 et 16 novembre 1976 |                      |                |              |              |             |             |  |

Le suppléant de Louis Eyraud est Jean Pradel, ingénieur du Génie rural, conseiller général du canton du Puy-en-Velay-Sud-Ouest, adjoint au maire de Vals-près-le-Puy.

### Élections de 1978
|                | Jean Proriol élu     | UDF (PR)       | 30 472 | 50,96  |  |  |  |
|                | Louis Eyraud sortant | PS             | 21 864 | 36,57  |  |  |  |
|                | Jean Benoit          | PCF            | 5 245  | 8,77   |  |  |  |
|                | Jean-Luc Molet       | PSD            | 827    | 1,38   |  |  |  |
|                | Georges Abellan      | LO             | 747    | 1,25   |  |  |  |
|                | Raymond Vacheron     | LCR            | 638    | 1,07   |  |  |  |
|                |                      |                |        |        |  |  |  |
| Inscrits       | Inscrits             | Inscrits       | 72 899 | 100,00 |  |  |  |
| Abstentions    | Abstentions          | Abstentions    | 12 022 | 16,49  |  |  |  |
| Votants        | Votants              | Votants        | 60 877 | 83,51  |  |  |  |
| Blancs et nuls | Blancs et nuls       | Blancs et nuls | 1 084  | 1,78   |  |  |  |
| Exprimés       | Exprimés             | Exprimés       | 59 793 | 98,22  |  |  |  |

Le suppléant de Jean Proriol était Guy Vissac, RPR, commerçant, conseiller régional, conseiller général, conseiller municipal de Langeac.

##### Premier tour

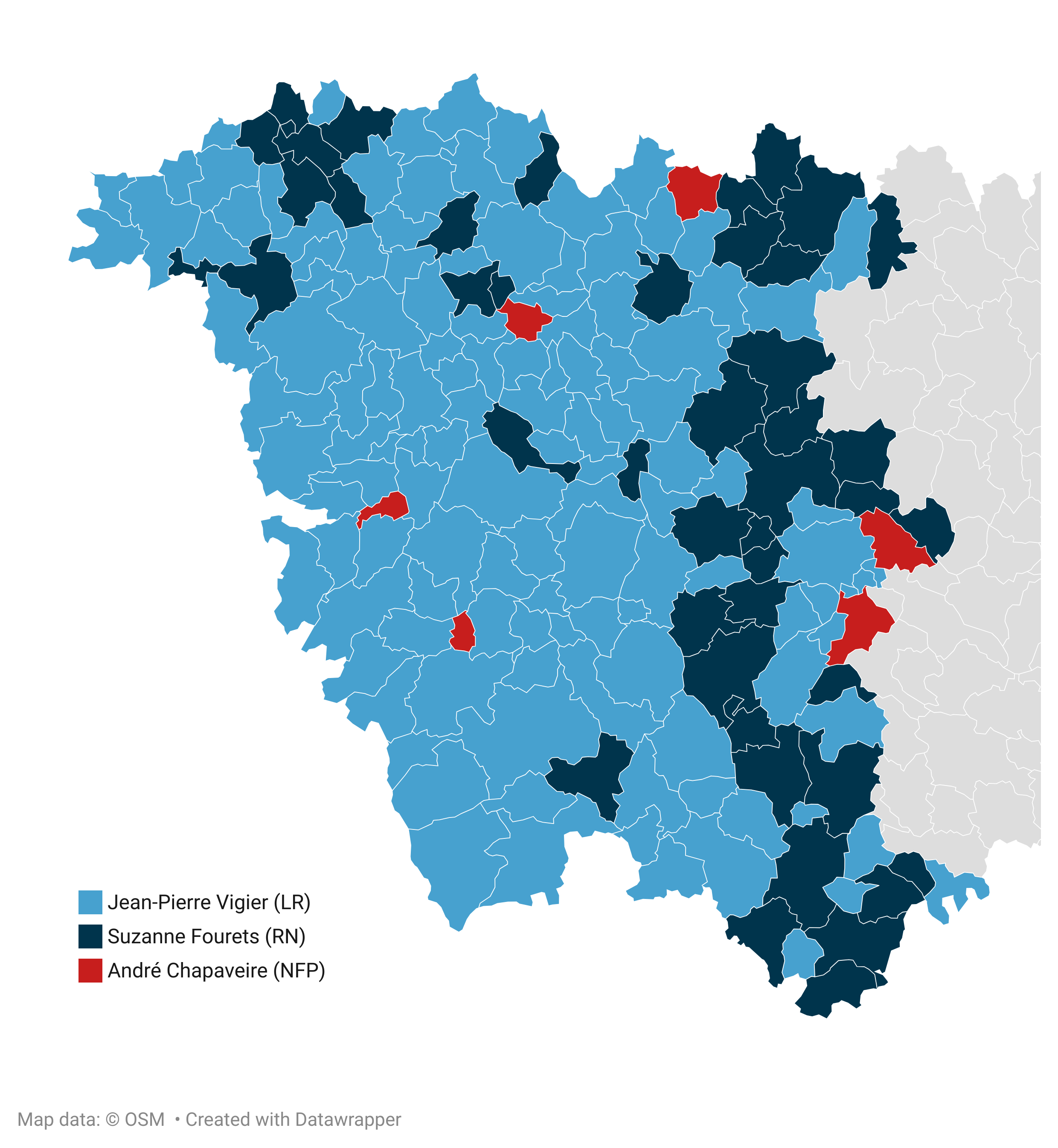
Candidat en tête au premier tour dans chaque commune, en pourcentage des voix exprimées

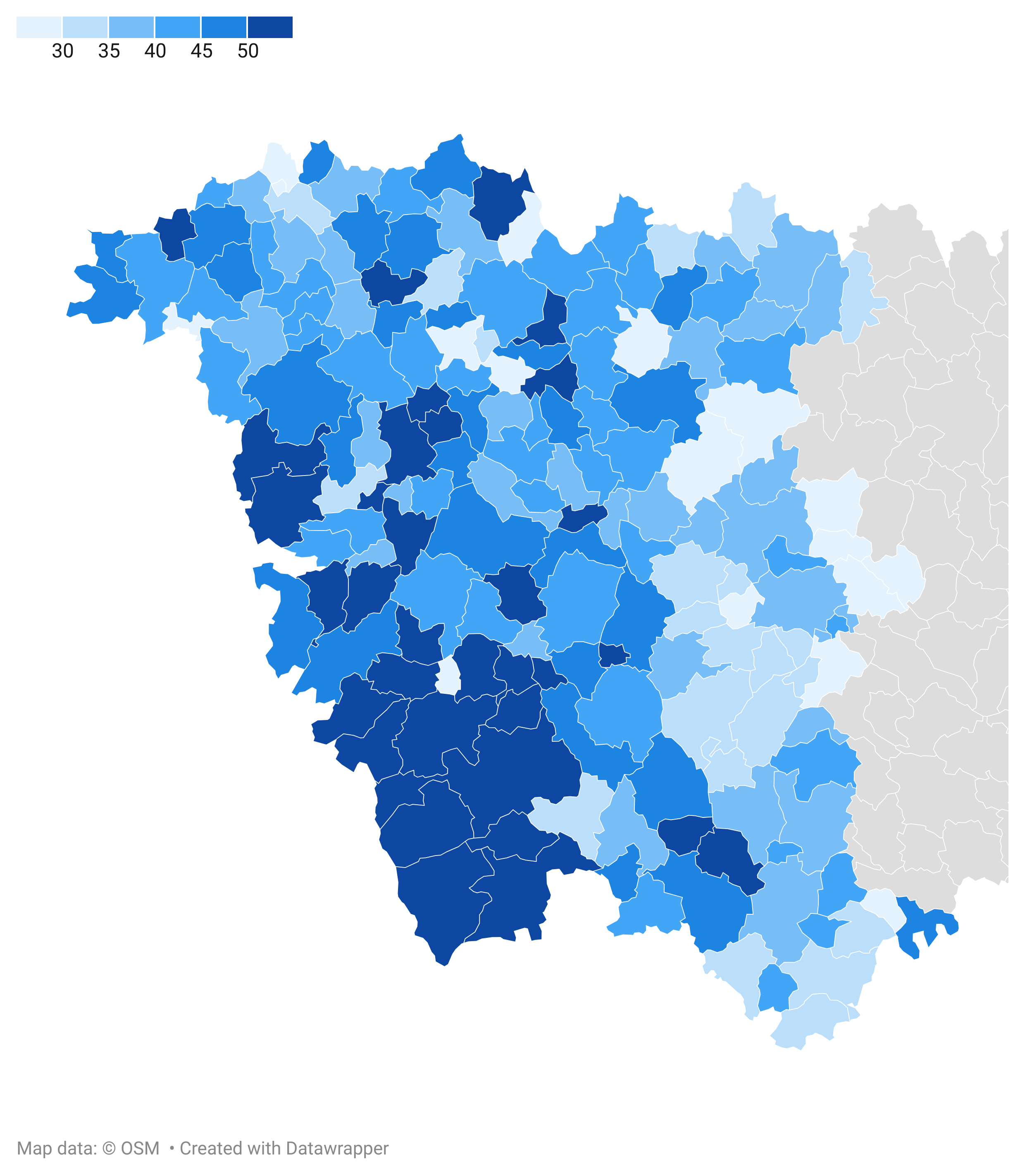
Score par commune de Jean-Pierre Vigier (LR) au premier tour, en pourcentage des voix exprimées

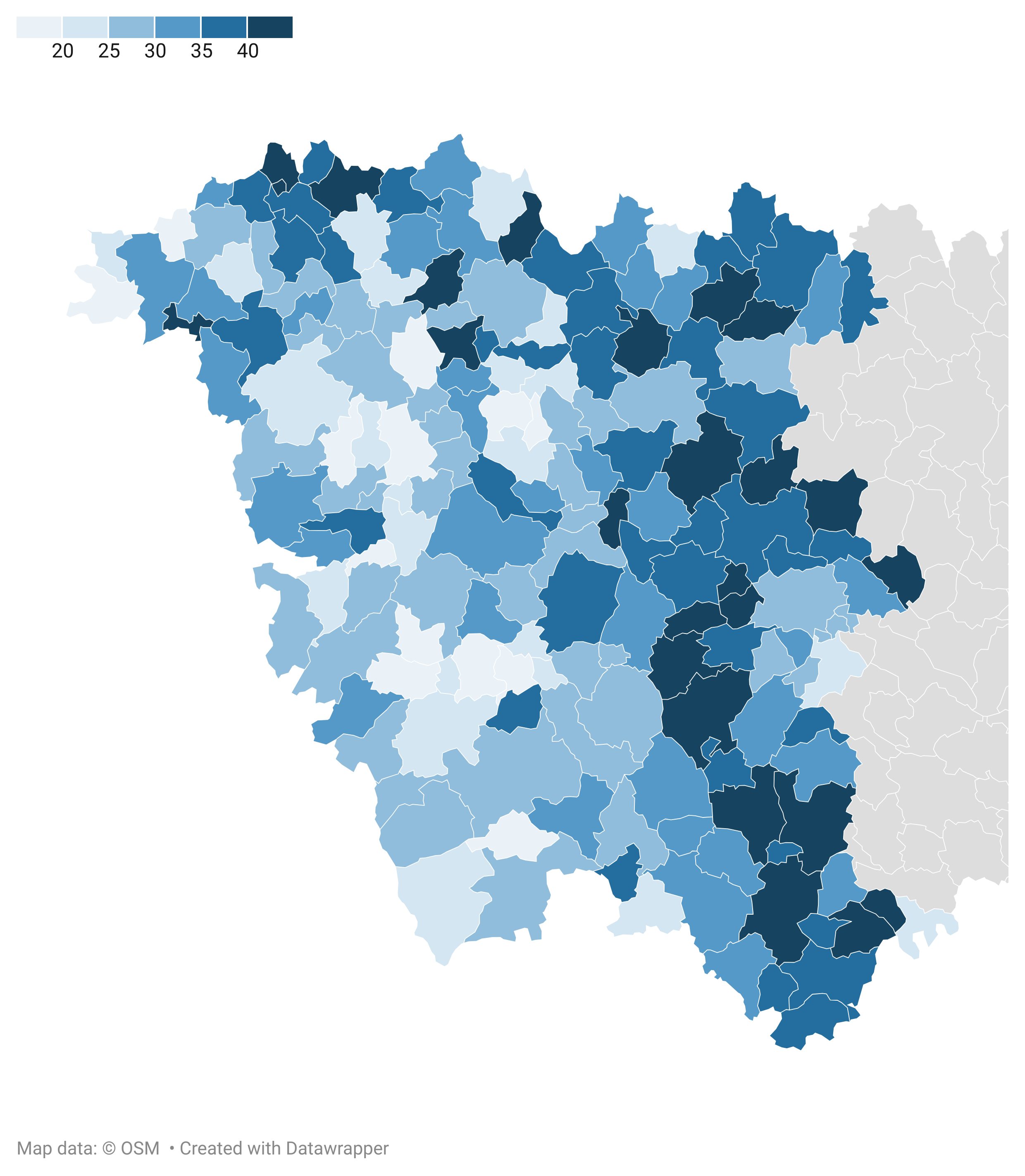
Score par commune de Suzanne Fourets (RN) au premier tour, en pourcentage des voix exprimées

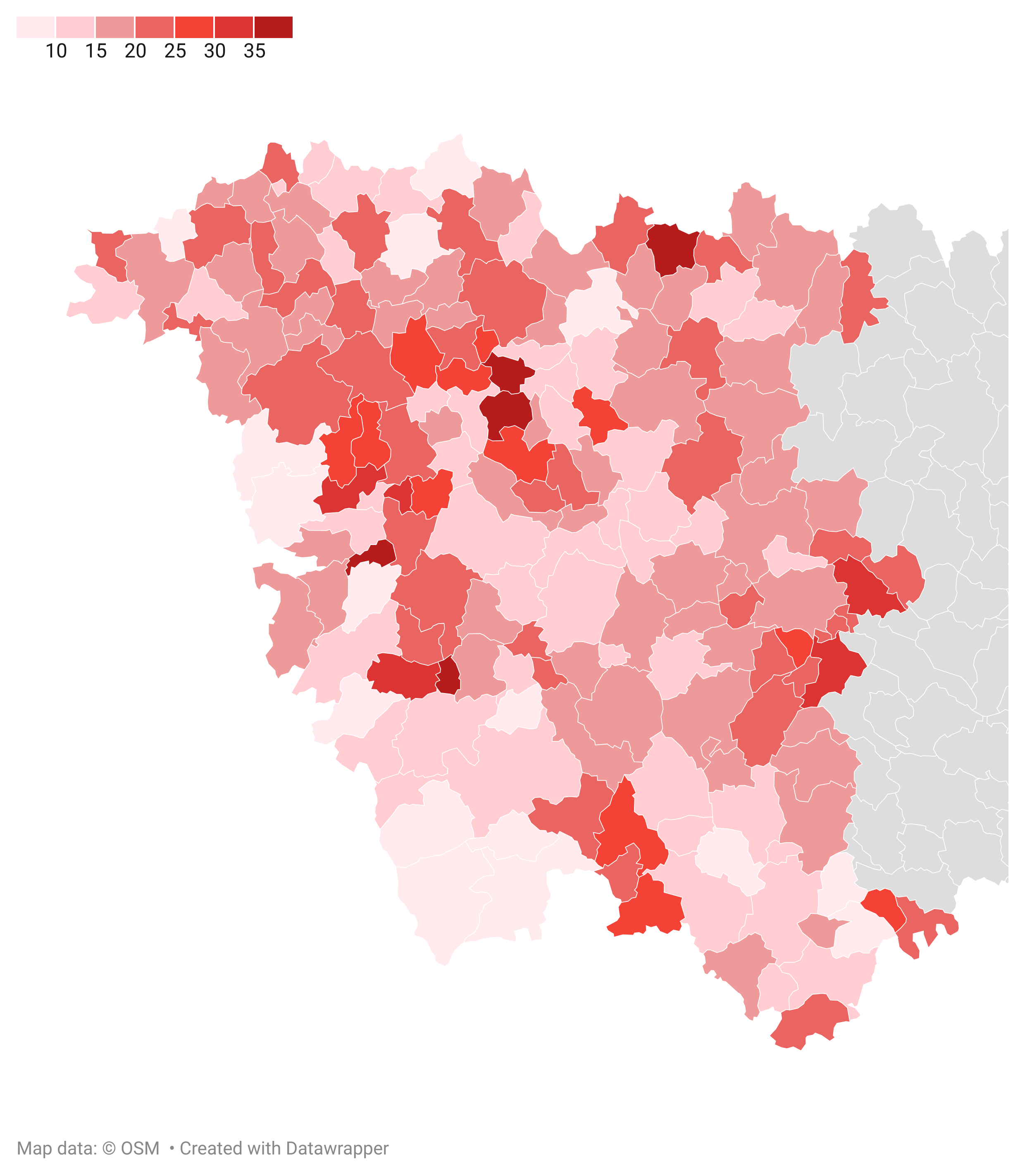
Score par commune d'André Chapaveire (PS-NFP) au premier tour, en pourcentage des voix exprimées

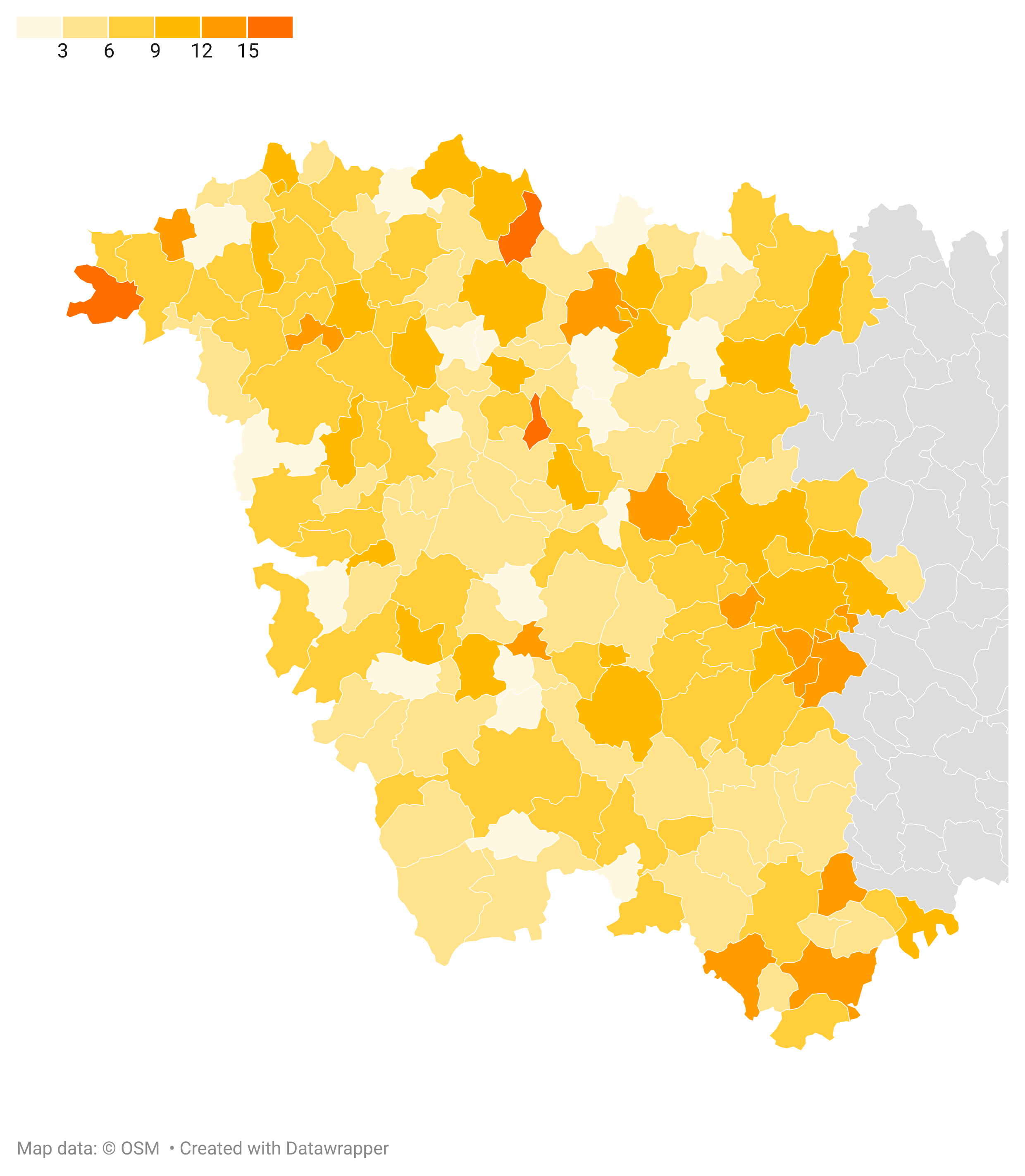
Score par commune de Patricia Gire-Joubert (ENS) au premier tour, en pourcentage des voix exprimées

### Élections de 1981
|                | Jean Proriol sortant réélu | UDF (PR)       | 29 429 | 53,39  |  |  |  |
|                | Louis Eyraud               | PS             | 23 039 | 41,80  |  |  |  |
|                | Jacky Tiveyrat             | PCF            | 2 649  | 4,81   |  |  |  |
|                |                            |                |        |        |  |  |  |
| Inscrits       | Inscrits                   | Inscrits       | 73 126 | 100,00 |  |  |  |
| Abstentions    | Abstentions                | Abstentions    | 17 297 | 23,65  |  |  |  |
| Votants        | Votants                    | Votants        | 55 829 | 76,35  |  |  |  |
| Blancs et nuls | Blancs et nuls             | Blancs et nuls | 712    | 1,28   |  |  |  |
| Exprimés       | Exprimés                   | Exprimés       | 55 117 | 98,72  |  |  |  |

Le suppléant de Jean Proriol était Guy Vissac.

### Élections de 1988
|                | Jean Proriol sortant réélu | UDF (PR) (URC) | 28 269 | 52,36  |  |  |  |
|                | Gabriel Gay                | PS             | 19 069 | 35,32  |  |  |  |
|                | Gérald-Hubert Fayard       | FN             | 2 976  | 5,51   |  |  |  |
|                | Gérard Gravier             | PCF            | 2 072  | 3,84   |  |  |  |
|                | Raymond Vacheron           | LCR            | 1 602  | 2,97   |  |  |  |
|                |                            |                |        |        |  |  |  |
| Inscrits       | Inscrits                   | Inscrits       | 79 554 | 100,00 |  |  |  |
| Abstentions    | Abstentions                | Abstentions    | 24 471 | 30,76  |  |  |  |
| Votants        | Votants                    | Votants        | 55 083 | 69,24  |  |  |  |
| Blancs et nuls | Blancs et nuls             | Blancs et nuls | 1 095  | 1,99   |  |  |  |
| Exprimés       | Exprimés                   | Exprimés       | 53 988 | 98,01  |  |  |  |

Le suppléant de Jean Proriol était Guy Vissac.

### Élections de 1993
|                | Jean Proriol sortant réélu | UDF (AD)       | 29 632 | 57,4   |  |  |  |
|                | Gérard Fraquier            | PS             | 7 130  | 13,81  |  |  |  |
|                | Jean-Pierre Brossier       | GÉ (EÉ)        | 4 698  | 9,1    |  |  |  |
|                | Marie-Thérèse Ract         | FN             | 4 167  | 8,07   |  |  |  |
|                | Paul Roux                  | PCF            | 3 077  | 5,96   |  |  |  |
|                | Raymond Vacheron           | LCR            | 1 499  | 2,9    |  |  |  |
|                | Jacqueline Giroir          | LT-LNÉ         | 1 417  | 2,75   |  |  |  |
|                |                            |                |        |        |  |  |  |
| Inscrits       | Inscrits                   | Inscrits       | 78 735 | 100,00 |  |  |  |
| Abstentions    | Abstentions                | Abstentions    | 22 851 | 29,02  |  |  |  |
| Votants        | Votants                    | Votants        | 55 884 | 70,98  |  |  |  |
| Blancs et nuls | Blancs et nuls             | Blancs et nuls | 4 264  | 7,63   |  |  |  |
| Exprimés       | Exprimés                   | Exprimés       | 51 620 | 92,37  |  |  |  |

Le suppléant de Jean Proriol était Guy Vissac.

### Élections de 1997
| Candidat       | Candidat                   | Parti          | Premier tour | Premier tour | Second tour | Second tour |  |
| Candidat       | Candidat                   | Parti          | Voix         | %            | Voix        | %           |  |
| -------------- | -------------------------- | -------------- | ------------ | ------------ | ----------- | ----------- |  |
|                | Jean Proriol sortant réélu | UDF (PPDF)     | 21 172       | 41,95        | 27 854      | 52,58       |  |
|                | André Roure                | PS             | 14 617       | 28,96        | 25 117      | 47,42       |  |
|                | Hélène Le Guézennec        | FN             | 5 301        | 10,5         |             |             |  |
|                | Évelyne Valentin           | PCF            | 3 926        | 7,78         |             |             |  |
|                | Pierre Pommarel            | Les Verts      | 3 635        | 7,2          |             |             |  |
|                | Serge Mondani              | LDI (MPF)      | 1 823        | 3,61         |             |             |  |
|                |                            |                |              |              |             |             |  |
| Inscrits       | Inscrits                   | Inscrits       | 77 203       | 100,00       | 77 194      | 100,00      |  |
| Abstentions    | Abstentions                | Abstentions    | 22 678       | 29,37        | 20 662      | 26,77       |  |
| Votants        | Votants                    | Votants        | 54 525       | 70,63        | 56 532      | 73,23       |  |
| Blancs et nuls | Blancs et nuls             | Blancs et nuls | 4 051        | 7,43         | 3 561       | 6,3         |  |
| Exprimés       | Exprimés                   | Exprimés       | 50 474       | 92,57        | 52 971      | 93,7        |  |

Le suppléant de Jean Proriol était Guy Vissac. Guy Vissac est élu Sénateur le 27 septembre 1998.

### Élections de 2002
| Candidat       | Candidat                   | Parti          | Premier tour | Premier tour | Second tour | Second tour |  |
| Candidat       | Candidat                   | Parti          | Voix         | %            | Voix        | %           |  |
| -------------- | -------------------------- | -------------- | ------------ | ------------ | ----------- | ----------- |  |
|                | Jean Proriol sortant réélu | UMP            | 21 603       | 41,83        | 27 031      | 57,91       |  |
|                | Arlette Arnaud-Landau      | PS             | 15 236       | 29,5         | 19 644      | 42,09       |  |
|                | Jean-Pierre Vigier (père)  | Divers droite  | 6 312        | 12,22        |             |             |  |
|                | Hélène Le Guézennec        | FN             | 4 023        | 7,79         |             |             |  |
|                | Arlette Grandjean          | CPNT           | 855          | 1,66         |             |             |  |
|                | Annick Hugon               | MÉI            | 842          | 1,63         |             |             |  |
|                | Olivier Mollaz             | LCR            | 767          | 1,49         |             |             |  |
|                | Bernadette Tavernier       | PT             | 760          | 1,47         |             |             |  |
|                | Christine Mazurier         | LO             | 540          | 1,05         |             |             |  |
|                | Hélène Parrenin            | MNR            | 373          | 0,72         |             |             |  |
|                | Marie-France Serre         | MPF            | 336          | 0,65         |             |             |  |
|                |                            |                |              |              |             |             |  |
| Inscrits       | Inscrits                   | Inscrits       | 78 904       | 100,00       | 78 789      | 100,00      |  |
| Abstentions    | Abstentions                | Abstentions    | 25 786       | 32,68        | 29 773      | 37,79       |  |
| Votants        | Votants                    | Votants        | 53 118       | 67,32        | 49 016      | 62,21       |  |
| Blancs et nuls | Blancs et nuls             | Blancs et nuls | 1 471        | 2,77         | 2 341       | 4,78        |  |
| Exprimés       | Exprimés                   | Exprimés       | 51 647       | 97,23        | 46 675      | 95,22       |  |

Le suppléant de Jean Proriol était Michel Bergougnoux, conseiller municipal de Brioude, Maître de Conférences à la Faculté des Sciences économiques et de gestion de Clermont-Ferrand.

### Élections de 2007
| Candidat       | Candidat                   | Parti          | Premier tour | Premier tour | Second tour | Second tour |  |
| Candidat       | Candidat                   | Parti          | Voix         | %            | Voix        | %           |  |
| -------------- | -------------------------- | -------------- | ------------ | ------------ | ----------- | ----------- |  |
|                | Jean Proriol sortant réélu | UMP            | 17 793       | 36,03        | 24 386      | 53,62       |  |
|                | André Chapaveire           | PS             | 10 904       | 22,08        | 21 090      | 46,38       |  |
|                | Laurent Duplomb            | Divers droite  | 7 140        | 14,46        |             |             |  |
|                | Jean-Pierre Vigier (père)  | UDF–MoDem      | 5 396        | 10,93        |             |             |  |
|                | Christiane Laidouni        | PCF            | 1 512        | 3,06         |             |             |  |
|                | Pierre Pommarel            | Les Verts      | 1 494        | 3,03         |             |             |  |
|                | François Boudet            | LCR            | 1 434        | 2,9          |             |             |  |
|                | Jacqueline Largeteau       | FN             | 1 410        | 2,86         |             |             |  |
|                | Christine Mazurier         | LO             | 534          | 1,08         |             |             |  |
|                | Jean Pestre                | MÉI            | 436          | 0,88         |             |             |  |
|                | Lucien Seytre              | LT-LNÉ         | 312          | 0,63         |             |             |  |
|                | Tiphaine de Rugy           | MPF            | 312          | 0,63         |             |             |  |
|                | Benoit Bacle               | PT             | 300          | 0,61         |             |             |  |
|                | Nelly Rangheard            | Divers         | 224          | 0,45         |             |             |  |
|                | Benjamin Torwesten         | MNR            | 182          | 0,37         |             |             |  |
|                | Pierre Savel               | Divers         | 0            | 0            |             |             |  |
|                |                            |                |              |              |             |             |  |
| Inscrits       | Inscrits                   | Inscrits       | 80 368       | 100,00       | 80 367      | 100,00      |  |
| Abstentions    | Abstentions                | Abstentions    | 29 495       | 36,7         | 31 380      | 39,05       |  |
| Votants        | Votants                    | Votants        | 50 873       | 63,3         | 48 987      | 60,95       |  |
| Blancs et nuls | Blancs et nuls             | Blancs et nuls | 1 490        | 2,93         | 3 511       | 7,17        |  |
| Exprimés       | Exprimés                   | Exprimés       | 49 383       | 97,07        | 45 476      | 92,83       |  |

### Élections de 2012
| Candidat       | Candidat               | Parti               | Premier tour | Premier tour | Second tour | Second tour |  |
| Candidat       | Candidat               | Parti               | Voix         | %            | Voix        | %           |  |
| -------------- | ---------------------- | ------------------- | ------------ | ------------ | ----------- | ----------- |  |
|                | Jean-Pierre Vigier élu | Divers droite (UMP) | 18 351       | 38,19        | 24 698      | 51,52       |  |
|                | André Chapaveire       | PS                  | 17 229       | 35,86        | 23 244      | 48,48       |  |
|                | Maria Raia             | RBM (FN)            | 4 950        | 10,30        |             |             |  |
|                | Michelle Chaumet       | FG (PCF) (PCOF)     | 3 332        | 6,93         |             |             |  |
|                | Celline Gacon          | EÉLV                | 1 799        | 3,74         |             |             |  |
|                | Alexis Monjauze        | Divers              | 1 522        | 3,17         |             |             |  |
|                | Johanna Seytre         | LT-LNÉ              | 514          | 1,07         |             |             |  |
|                | Annie Boubault         | LO                  | 322          | 0,67         |             |             |  |
|                | William Theaux         | Pirate              | 29           | 0,06         |             |             |  |
|                |                        |                     |              |              |             |             |  |
| Inscrits       | Inscrits               | Inscrits            | 80 304       | 100,00       | 80 283      | 100,00      |  |
| Abstentions    | Abstentions            | Abstentions         | 31 025       | 38,63        | 30 435      | 37,91       |  |
| Votants        | Votants                | Votants             | 49 279       | 61,37        | 49 848      | 62,09       |  |
| Blancs et nuls | Blancs et nuls         | Blancs et nuls      | 1 231        | 2,5          | 1 906       | 3,82        |  |
| Exprimés       | Exprimés               | Exprimés            | 48 048       | 97,5         | 47 942      | 96,18       |  |

### Élections de 2017
|                                                                                |                                                                                             |                           |                           |                          |                          |
|                                                                                |                                                                                             | Premier tour 11 juin 2017 | Premier tour 11 juin 2017 | Second tour 18 juin 2017 | Second tour 18 juin 2017 |
|                                                                                |                                                                                             |                           |                           |                          |                          |
|                                                                                |                                                                                             | Nombre                    | % des inscrits            | Nombre                   | % des inscrits           |
| Inscrits                                                                       | Inscrits                                                                                    | 79 463                    | 100,00                    | 79 462                   | 100,00                   |
| Abstentions                                                                    | Abstentions                                                                                 | 37 055                    | 46,63                     | 40 923                   | 51,50                    |
| Votants                                                                        | Votants                                                                                     | 42 408                    | 53,37                     | 38 539                   | 48,50                    |
|                                                                                |                                                                                             |                           | % des votants             |                          | % des votants            |
| Bulletins blancs                                                               | Bulletins blancs                                                                            | 641                       | 1,51                      | 2 380                    | 6,18                     |
| Bulletins nuls                                                                 | Bulletins nuls                                                                              | 306                       | 0,72                      | 1 249                    | 3,24                     |
| Suffrages exprimés                                                             | Suffrages exprimés                                                                          | 41 461                    | 97,77                     | 34 910                   | 90,58                    |
|                                                                                |                                                                                             |                           |                           |                          |                          |
| Candidat Étiquette politique (partis et alliances)                             | Candidat Étiquette politique (partis et alliances)                                          | Voix                      | % des exprimés            | Voix                     | % des exprimés           |
|                                                                                |                                                                                             |                           |                           |                          |                          |
|                                                                                | Jean-Pierre Vigier (député sortant) Les Républicains (Union des démocrates et indépendants) | 16 958                    | 40,90                     | 22 304                   | 63,89                    |
|                                                                                | Pierre Eteocle La République en marche                                                      | 11 382                    | 27,45                     | 12 606                   | 36,11                    |
|                                                                                | Lionel Bouton La France insoumise                                                           | 4 759                     | 11,48                     |                          |                          |
|                                                                                | Aurore Arnaud Front national                                                                | 3 437                     | 8,29                      |                          |                          |
|                                                                                | Josiane Mialon Parti socialiste                                                             | 1 625                     | 3,92                      |                          |                          |
|                                                                                | Marie-Laure Busselot Europe Écologie Les Verts                                              | 1 323                     | 3,19                      |                          |                          |
|                                                                                | Michelle Chaumet Parti communiste français                                                  | 785                       | 1,89                      |                          |                          |
|                                                                                | Alexis Monjauze Divers droite (Nous Citoyens)                                               | 414                       | 1,00                      |                          |                          |
|                                                                                | Renaud Mauchet Extrême droite (Union des Patriotes)                                         | 312                       | 0,75                      |                          |                          |
|                                                                                | Françoise Sarret Divers (Union populaire républicaine)                                      | 253                       | 0,61                      |                          |                          |
|                                                                                | Georges Fridlender Lutte ouvrière                                                           | 213                       | 0,51                      |                          |                          |
| Source : Ministère de l'Intérieur - Deuxième circonscription de la Haute-Loire |                                                                                             |                           |                           |                          |                          |

### Élections de 2022
| Résultats des élections législatives des 12 et 19 juin 2022 de la 2e circonscription de la Haute-Loire |                          |                          |                          |              |              |             |             |
| Candidat                                                                                               | Candidat                 | Parti et coalition       | Nuance                   | Premier tour | Premier tour | Second tour | Second tour |
| Candidat                                                                                               | Candidat                 | Parti et coalition       | Nuance                   | Voix         | %            | Voix        | %           |
| | Jean-Pierre Vigier       | LR                       | LR                       | 18 850       | 45,68        | 25 621      | 68,35       |
| | Azelma Sigaux,           | REV (NUPES)              | NUP                      | 8 166        | 19,79        | 11 862      | 31,65       |
| | Thierry Perez            | RN                       | RN                       | 5 618        | 13,61        |             |             |
| | Christian Allègre        | PRV (ENS)                | ENS                      | 4 764        | 11,54        |             |             |
| | Clémence d’Aubignan      | REC                      | REC                      | 1 040        | 2,52         |             |             |
| | Jean-Philippe Clément    | CÉ                       | ECO                      | 856          | 2,07         |             |             |
| | Philippe Cochet          | MEI                      | ECO                      | 578          | 1,40         |             |             |
| | Corine Barbier           | UPF                      | DSV                      | 495          | 1,20         |             |             |
| | Antoine Brebion          | LO                       | DXG                      | 375          | 0,91         |             |             |
| | Clément Lafont           | PO (R&PS)                | REG                      | 368          | 0,89         |             |             |
| | Théophile Cloez          | SE                       | DIV                      | 156          | 0,38         |             |             |
| Votes valides                                                                                          | Votes valides            | Votes valides            | Votes valides            | 41 266       | 97,52        | 37 483      | 94,36       |
| Votes blancs                                                                                           | Votes blancs             | Votes blancs             | Votes blancs             | 701          | 1,66         | 1 485       | 3,74        |
| Votes nuls                                                                                             | Votes nuls               | Votes nuls               | Votes nuls               | 350          | 0,83         | 756         | 1,90        |
| Total                                                                                                  | Total                    | Total                    | Total                    | 42 317       | 100          | 39 724      | 100         |
| Abstention                                                                                             | Abstention               | Abstention               | Abstention               | 37 177       | 46,77        | 39 753      | 50,02       |
| Inscrits / participation                                                                               | Inscrits / participation | Inscrits / participation | Inscrits / participation | 79 494       | 53,23        | 79 477      | 49,98       |

### Élections de 2024
| Candidat                 | Candidat                 | Parti et coalition       | Nuance                   | Premier tour | Premier tour | Second tour | Second tour |
| Candidat                 | Candidat                 | Parti et coalition       | Nuance                   | Voix         | %            | Voix        | %           |
| ------------------------ | ------------------------ | ------------------------ | ------------------------ | ------------ | ------------ | ----------- | ----------- |
|                          | Jean-Pierre Vigier       | LR                       | LR                       | 21 573       | 38,69        | 34 629      | 64,53       |
|                          | Suzanne Fourets          | RN                       | RN                       | 17 885       | 32,08        | 19 033      | 35,47       |
|                          | André Chapaveire         | PS (NFP)                 | UG                       | 10 898       | 19,55        | Retrait     | Retrait     |
|                          | Patricia Gire-Joubert    | RE (ENS)                 | ENS                      | 4 607        | 8,26         |             |             |
|                          | Antoine Brebion          | LO                       | EXG                      | 795          | 1,43         |             |             |
|                          |                          |                          |                          |              |              |             |             |
| Suffrages exprimés       | Suffrages exprimés       | Suffrages exprimés       | Suffrages exprimés       | 55 758       | 97,70        |             |             |
| Votes blancs             | Votes blancs             | Votes blancs             | Votes blancs             | 834          | 1,46         |             |             |
| Votes nuls               | Votes nuls               | Votes nuls               | Votes nuls               | 481          | 0,84         |             |             |
| Total                    | Total                    | Total                    | Total                    | 57 073       | 100          |             | 100         |
| Abstention               | Abstention               | Abstention               | Abstention               | 22 317       | 28,11        |             |             |
| Inscrits / participation | Inscrits / participation | Inscrits / participation | Inscrits / participation | 79 390       | 71,89        |             |             |

#### Département de la Haute-Loire
- La fiche de l'INSEE de cette circonscription : « Tableaux et Analyses de la deuxième circonscription de la Haute-Loire », sur insee.fr, site de l'Institut national de la statistique et des études économiques (consulté le 10 juin 2007) [PDF]

- « Tous les députés du département de la Haute-Loire depuis 1789 », sur assemblee-nationale.fr, site de l'Assemblée nationale française (consulté le 10 juin 2007)

- « Informations contentieuses sur le département de la Haute-Loire (Élections législatives de 2002) »(Archive.org • Wikiwix • Archive.is • Google • Que faire ?), sur conseil-constitutionnel.fr, site du Conseil constitutionnel (consulté le 13 juin 2007)

#### Circonscriptions en France
- « Carte des circonscriptions législatives en France », sur assemblee-nationale.fr, site de l'Assemblée nationale française (consulté le 20 juin 2007)

- « Résultats électoraux officiels en France »(Archive.org • Wikiwix • Archive.is • Google • Que faire ?), sur interieur.gouv.fr, site du ministère de l'Intérieur (France) (consulté le 13 juin 2007)

- Description et Atlas des circonscriptions électorales de France sur http://www.atlaspol.com, Atlaspol, site de cartographie géopolitique, consulté le 13 juin 2007.